# Boris Svetlov
Boris Svetlov foi um diretor de cinema russo.